# Giordania
Giordania  (лат.) — род одиночных ос (Eumeninae). Эндемик Мадагаскара.

## Распространение
Мадагаскар.

## Описание
Одиночные осы мелких размеров (около 1 см). По некоторым признакам род похож на Malagassodynerus Gusenleitner, 1992. Название рода дано в честь гименоптеролога профессора Dr. A. Giordani-Soika, крупнейшего специалиста по осам. Взрослые самки охотятся на личинок насекомых  для откладывания в них яиц и в которых в будущем появится личинка осы.

## Систематика
В роде 2 вида.
- Giordania nigra Gusenleitner, 1995
- Giordania subventricosa (Giordani Soika, 1941)typus